# Bernard-Joseph Saurin
Bernard-Joseph Saurin (Parigi, 1706 – Parigi, 17 novembre 1781) è stato un drammaturgo, scrittore, poeta e avvocato francese.
La sua tragedia Spartacus del 1760, che combina la presentazione di uno dei momenti più epici della Storia con l'ideologia della libertà nella società umana, fu rappresentata con grande successo in tutta Europa.
Nel 1761 fu ammesso all'Académie française.

## Opere principali

### Teatro
- Aménophis, tragedia (1752)
- Spartacus, tragedia (1760)
- Les Mœurs du temps, commedia, atto unico (1760)
- Blanche et Guiscard, tragedia (1763)
- L'Orpheline léguée, commedia (1765)
- Béverlei, tragedia, (1768)
- Le mariage de Julie, commedia, atto unico (1772)
- L'Anglomane, ou l'Orpheline léguée, commedia, atto unico (1772)
- Sophie Francourt, commedia (1783)